# Вармінська митрополія
Вармінська митрополія - одна з 14 митрополій Римо-католицької церкви в Польщі. До її складу входять:
- Вармінська архідієцезія
- Елблонська дієцезія
- Ельцька дієцезія

| Прапор Польщі | Це незавершена стаття про Польщу. Ви можете допомогти проєкту, виправивши або дописавши її. |